# Juan Carlos Rodríguez (judoka)
Juan Carlos Rodríguez Díaz (ur. 2 lutego 1956 w Las Palmas de Gran Canaria) – hiszpański judoka. Olimpijczyk z Montrealu 1976, gdzie zajął siódme miejsce w wadze półśredniej.
Mistrz Hiszpanii w 1979. Trzeci na ME juniorów w 1980 roku.   

## Letnie Igrzyska Olimpijskie 1976
| Konkurencja | Eliminacje           | Eliminacje            | Repasaże                | Repasaże              | Klas. końcowa |
| Konkurencja | Przeciwnik I         | Przeciwnik II         | Przeciwnik I            | Przeciwnik II         | Miejsce       |
| ----------- | -------------------- | --------------------- | ----------------------- | --------------------- | ------------- |
| 70 kg       | Rafet Güngör (TUR) Z | Kōji Kuramoto (JPN) P | António Roquete (POR) Z | Vass Morrison (GBR) P | 7.            |